# Кастель-Кампаньяно
Кастель-Кампаньяно (итал. Castel Campagnano) — коммуна в Италии, располагается в регионе Кампания, в провинции Казерта.
Население составляет 1627 человек, плотность населения составляет 96 чел./км². Занимает площадь 17 км². Почтовый индекс — 81010. Телефонный код — 0823.
В коммуне особо почитается Пресвятая Богородица, празднование 5 августа.